# Bóng đá tại Đại hội Thể thao Đông Á 2001
Giải bóng đá tại Đại hội Thể thao Đông Á 2001 được tổ chức vào 19 tháng 5 năm 2001 đến 27 tháng 5 năm 2001. Giải này dành cho đội tuyển quốc gia nam U-23.

## Địa điểm
- Sân vận động Osaka Expo '70
- Sân vận động Nagai
- Sân vận động Tsurumi-Ryokuchi

## Bảng đấu

### Bảng A
| Đội      | Pld | W | D | L | GF | GA | GD  | Pts |
| -------- | --- | - | - | - | -- | -- | --- | --- |
| Úc       | 2   | 2 | 0 | 0 | 7  | 0  | +7  | 6   |
| Nhật Bản | 2   | 1 | 0 | 1 | 6  | 1  | +5  | 3   |
| Guam     | 2   | 0 | 0 | 2 | 0  | 12 | −12 | 0   |

| Nhật Bản | 6 – 0 | Guam |
| -------- | ----- | ---- |
|          |       |      |

| Úc | 1 – 0 | Nhật Bản |
| -- | ----- | -------- |
|    |       |          |

| Úc | 6 – 0 | Guam |
| -- | ----- | ---- |
|    |       |      |

### Bảng B
| Đội        | Pld | W | D | L | GF | GA | GD  | Pts |
| ---------- | --- | - | - | - | -- | -- | --- | --- |
| Hàn Quốc   | 3   | 2 | 1 | 0 | 6  | 2  | +4  | 7   |
| Kazakhstan | 3   | 2 | 0 | 1 | 14 | 2  | +12 | 6   |
| Ma Cao     | 3   | 1 | 1 | 1 | 4  | 5  | −1  | 4   |
| Mông Cổ    | 3   | 0 | 0 | 3 | 1  | 16 | −15 | 0   |

| Kazakhstan | 5 – 0 | Ma Cao |
| ---------- | ----- | ------ |
|            |       |        |

| Hàn Quốc | 4 – 1 | Mông Cổ |
| -------- | ----- | ------- |
|          |       |         |

| Kazakhstan | 8 – 0 | Mông Cổ |
| ---------- | ----- | ------- |
|            |       |         |

| Hàn Quốc | 0 – 0 | Ma Cao |
| -------- | ----- | ------ |
|          |       |        |

| Ma Cao | 4 – 0 | Mông Cổ |
| ------ | ----- | ------- |
|        |       |         |

| Hàn Quốc | 2 – 1 | Kazakhstan |
| -------- | ----- | ---------- |
|          |       |            |

## Vòng loại
|  | Bán kết                                  | Bán kết |                                 |   | Chung kết | Chung kết |
|  |                                          |         |                                 |   |           |           |
|  | 25 tháng 5 - Sân vận động Osaka Expo '70 |         |                                 |   |           |           |
|  |                                          |         |                                 |   |           |           |
|  | Hàn Quốc                                 | 1 (3)   |                                 |   |           |           |
|  | Hàn Quốc                                 | 1 (3)   | 27 tháng 5 - Sân vận động Nagai |   |           |           |
|  | Nhật Bản (pen)                           | 1 (4)   |                                 |   |           |           |
|  | Nhật Bản (pen)                           | 1 (4)   | Nhật Bản                        | 2 |           |           |
|  | 25 tháng 5 - Sân vận động Osaka Expo '70 |         | Nhật Bản                        | 2 |           |           |
|  |                                          | Úc      | 1                               |   |           |           |
|  | Úc                                       | Úc      | 1                               | 1 |           |           |
|  | Úc                                       |         |                                 | 1 |           |           |
|  | Kazakhstan                               | 0       |                                 |   |           |           |
|  | Kazakhstan                               | 0       | Tranh hạng ba                   |   |           |           |
|  |                                          |         |                                 |   |           |           |
|  | 27 tháng 5 - Sân vận động Nagai          |         |                                 |   |           |           |
|  |                                          |         |                                 |   |           |           |
|  | Hàn Quốc                                 | 4       |                                 |   |           |           |
|  | Hàn Quốc                                 | 4       |                                 |   |           |           |
|  | Kazakhstan                               | 1       |                                 |   |           |           |

### Bán kết
| Hàn Quốc          | 1 – 1 (Hiệp phụ) | Nhật Bản |
| ----------------- | ---------------- | -------- |
|                   |                  |          |
| Loạt sút luân lưu |                  |          |
|                   | 3 – 4            |          |

| Úc | 1 – 0 | Kazakhstan |
| -- | ----- | ---------- |
|    |       |            |

### Tranh vị trí thứ 3
| Hàn Quốc | 4 – 1 | Kazakhstan |
| -------- | ----- | ---------- |
|          |       |            |

### Chung kết
| Nhật Bản | 2 – 1 | Úc |
| -------- | ----- | -- |
|          |       |    |

## Huy chương
| Nội dung | Vàng     | Bạc      | Đồng       |
| -------- | -------- | -------- | ---------- |
| Bóng đá  | Nhật Bản | Hàn Quốc | Kazakhstan |

Úc tham dự với tư cách khách, vì vậy Hàn Quốc và Kazakhstan được trao giải 2 và 3.

## Liên kết
- Đại hội Thể thao Đông Á 2001 - rsssf.com